# Combustible Edison
Combustible Edison — американская поп-группа, один из основателей и наиболее заметных исполнителей нео-лаунжа 1990-х годов. В 1994—1998 году группа выпустила три студийных альбома и альбом-саундтрек. Последний релиз группы, The Impossible World, получил сдержанные отзывы прессы, тогда как первые два альбома были практически единогласно разгромлены как вторичный китч, неудачная копия оригиналов 1950-х годов.
Группа была основана гитаристом Майклом Кадахи и вокалисткой Лиз Кокс, участниками психоделической постпанк-группы Christmas. С 1988 года Christmas выступала на площадках Лас-Вегаса, где, по словам Кадахи, в то время преобладали второсортные исполнители кантри и «исполнители под драм-машину». В поисках свежей, незаигранной ниши Кадахи выбрал салонный лаунж по мотивам музыки 1950-х годов. Со слов Кадахи, источниками музыкальной стилистики Combustible Edison стали «основатель экзотики» Мартин Денни, поп-трио пятидесятых годов The Three Suns, Хуан Гарсия Эскивель и Devo. В 1991 Кадахи организовал музыкальное шоу в жанре псевдо-полинезийской субкультуры тики, и собрал коллектив из 14 исполнителей. С течением времени группа уменьшилась в составе до пяти человек, приняла название Combustible Edison и заключила контракт с лейблом Sub Pop. Кадахи выбрал сценический псевдоним «Миллионер» (англ. The Millionaire), а визитной карточкой группы стала песня The Millionaire's Holiday.
В 1994 году группа выпустила дебютный альбом I,  Swinger. Обложка альбома разъясняет название группы: Combustible Edison — это огненный коктейль, якобы изобретённый Кадахи. В состав вошли инструментальные номера в стилистике Эскивеля и каверы песен Курта Вайля и Артура Гамильтона (последние, по мнению Дагласа Уолка были лучшими и единственно ценными номерами альбома). В следующем, 1995 году группа записала саундтрек к фильму «Четыре комнаты». Заглавная тема фильма, вокализ Vertigogo, была номинирована на музыкальный «Оскар», и, по утверждению Sub Pop, была снята с конкурса организаторами из-за «неразборчивости слов». Последний, четвёртый — и, по мнению Уолка, лучший — альбом группы был записан в 1998 году при участии Робина Римбо (сценический псевдоним Scanner) в 1998 году. Стилистически, Combustible Edison ушла от простого копирования салонной музыки 1950-х годов к современной поп-музыке с элементами электроники. Год спустя группа распалась. По словам Кадахи, «Лас-Вегас оказался чем-то вроде Дикого Запада: крупицы истины в море вымысла».

## Дискография
- 1994 — I, Swinger[3]
- 1995 — Four Rooms[3]
- 1996 — Schizophonic![3]
- 1998 — The Impossible World[3]